# Einhausen (Hesja)
Einhausen – miejscowość i gmina w Niemczech, w kraju związkowym Hesja, w rejencji Darmstadt, w powiecie Bergstraße.
W Einhausen urodził się wikariusz apostolski Archipelagu Nawigatorów Jean Baptiste Dieter SM. Dziś jest on patronem jednej z ulic w Einhausen.